# خوبان جهان صید توان کرد بزر
رباعی با مطلع "خوبان جهان صید توان کرد بزر"، نوزدهمین رباعی از دیوان حافظ به تصحیح قاسم غنی و محمد قزوینی می باشد.

## شعر
خوبان جهان صید توان کرد بزر
خوش خوش بر از ایشان بتوان خورد بزر
نرگس که کله دار جهانست ببین
کو نیز چگونه سر درآورد بزر